# Walter S. Sullivan
Walter Seager Sullivan, Jr. (12 tháng 1 năm 1918 – 19 tháng 3 năm 1996) được coi là "cây đại thụ" trong giới nhà văn khoa học.
Sullivan dành phần lớn sự nghiệp của đời mình như một phóng viên khoa học cho tờ The New York Times. Trong sự nghiệp kéo dài 50 năm, ông đã bao quát tất cả các khía cạnh của khoa học—những chuyến thám hiểm Nam Cực, phóng tên lửa vào cuối những năm 1950, vật lý, hóa học và địa chất học.
Ông có viết một số cuốn sách được đón nhận khá tốt, bao gồm Assault on the Unknown (Tấn công vào ẩn số) nói về Năm Địa vật lý Quốc tế; We Are Not Alone (Chúng ta không đơn độc), một cuốn sách bán chạy nhất về tìm kiếm trí thông minh ngoài Trái Đất; Continents in Motion (Lục địa trong chuyển động); Black Holes: The Edge of Space, the End of Time (Lỗ đen: Góc cạnh trong không gian, Sự kết thúc của thời gian); và Landprints (Dấu chân). Sullivan giành được gần như mọi giải thưởng dành cho một nhà báo khoa học, bao gồm Huy chương Daly của Hội Địa lý Mỹ, Giải George Polk, Giải Công vụ Xuất sắc của Quỹ Khoa học Quốc gia, Giải thưởng viết về Khoa học AIP; Giải James T. Grady-James H. Stack về Giải thích Hóa học cho Công chúng từ Hội Hóa học Mỹ, và Hiệp hội Tiến bộ Khoa học Mỹ. Năm 1980, Sullivan được trao tặng Huân chương Phúc lợi Công cộng từ Viện Hàn lâm Khoa học Quốc gia.
Liên minh Địa vật lý Hoa Kỳ đã lấy tên Sullivan đặt cho giải thưởng báo chí khoa học của mình.